# Unescoceratops
Unescoceratops là một chi khủng long, được Ryan Evans P. Currie C. Brown & Brinkman mô tả khoa học năm 2011.